# Orsonnette
Orsonnette är en kommun i departementet Puy-de-Dôme i regionen Auvergne-Rhône-Alpes i centrala Frankrike. Kommunen ligger i kantonen Saint-Germain-Lembron som tillhör arrondissementet Issoire. År 2018 hade Orsonnette 226 invånare.

## Befolkningsutveckling
Antalet invånare i kommunen Orsonnette
| Referens: INSEE |